# Quyền LGBT ở Benin
Quyền đồng tính nữ, đồng tính nam, song tính và chuyển giới ở Benin đối mặt với những vấn đề pháp lý mà những người không phải LGBT không gặp phải. Mặc dù hành vi tình dục đồng giới cho cả nam và nữ là hợp pháp ở Benin, những người đồng tính tiếp tục đối mặt với sự khủng bố trên diện rộng và hiếm khi cởi mở về tình dục của họ.

## Bảng tóm tắt
| Hoạt động tình dục đồng giới hợp pháp                                          | (Luôn hợp pháp) |
| Độ tuổi đồng ý                                                                 | No              |
| Luật chống phân biệt đối xử trong ngôn từ kích động thù địch và bạo lực        | No              |
| Luật chống phân biệt đối xử trong việc làm                                     | No              |
| Luật chống phân biệt đối xử trong việc cung cấp hàng hóa và dịch vụ            | No              |
| Hôn nhân đồng giới                                                             | No              |
| Công nhận các cặp đồng giới                                                    | No              |
| Con nuôi của các cặp vợ chồng đồng giới                                        | No              |
| Con nuôi chung của các cặp đồng giới                                           | No              |
| Người đồng tính nam và đồng tính nữ được phép phục vụ công khai trong quân đội |                 |
| Quyền thay đổi giới tính                                                       |                 |
| Truy cập IVF cho đồng tính nữ                                                  | No              |
| Mang thai hộ thương mại cho các cặp đồng tính nam                              | No              |
| NQHN được phép hiến máu                                                        | No              |